# Запис храст код цркве (Горње Видово)
Запис храст код цркве (Горње Видово) се налази на парцели чији је власник Црквена општина Ратарска.

## Локација
| Општина             | Параћин                                                                     |
| Катастарска општина | Горње Видово                                                                |
| Потес               | Баре                                                                        |
| Координате          | 43° 47′ 03″ С; 21° 24′ 35″ И / 43.784300000000002° С; 21.409700000000001° И |
| Надморска висина    | 132m                                                                        |

## Карактеристике
Дендрометријске вредности утврђене на терену и сателитским снимцима:
| Стабло                     | Храст |
| Висина стабла              | m     |
| Обим дебла                 | m     |
| Пречник крошње             | 19m   |
| Пречник дебла              | m     |
| Висина дебла до прве гране | m     |

## База записа
Запис је у оквиру Викимедија пројекта "Запис - Свето дрво" заведен под редним бројем 0649.